# Papyrus Oxyrhynchus 222

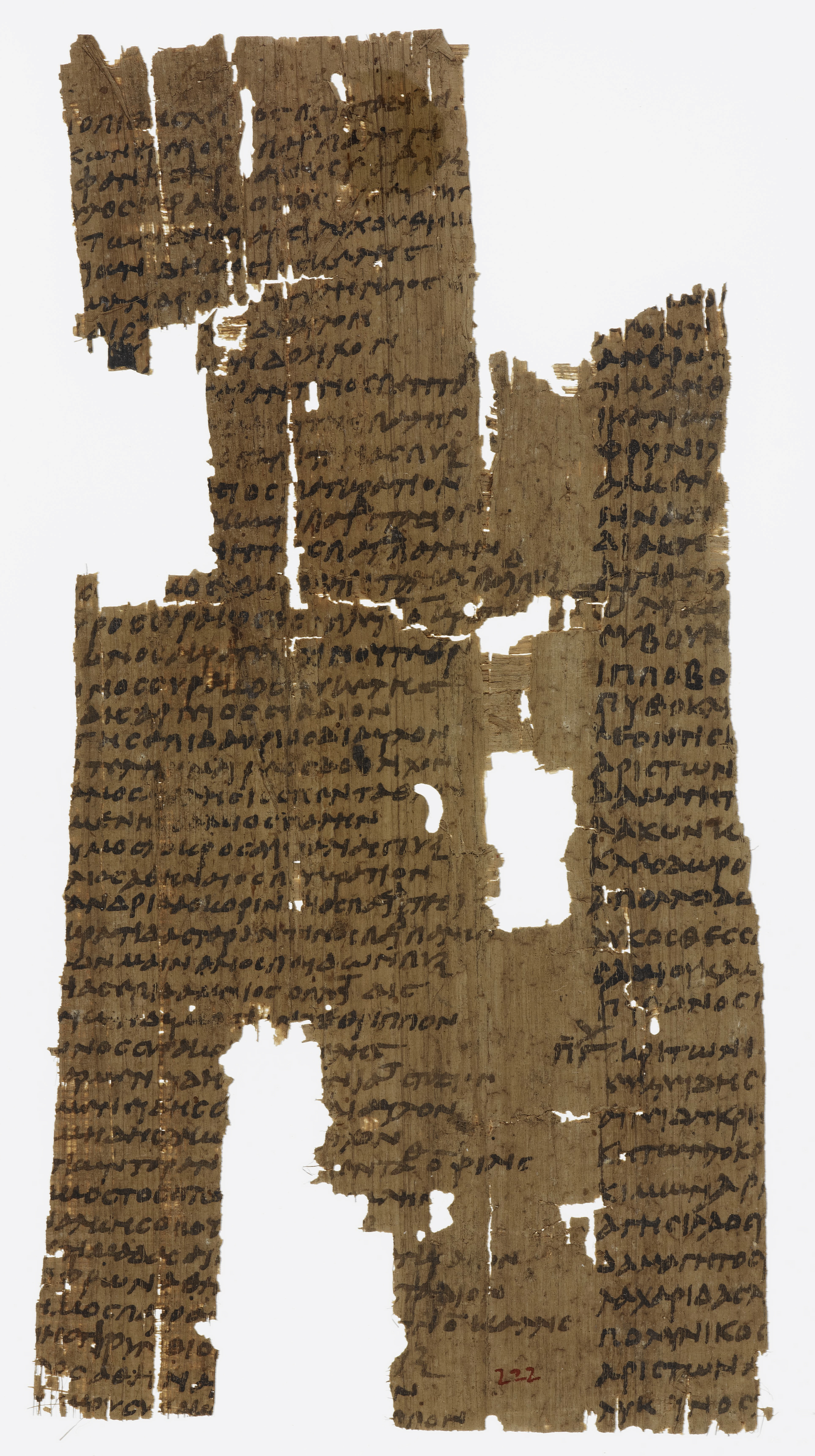
Papyrus Oxyrhynchus 222

Der Papyrus Oxyrhynchus 222 (P. Oxy. 222 oder P. Oxy. II 222) ist eine von einem unbekannten Autor in griechischer Sprache geschriebene Liste von Siegern der Olympischen Spiele der Antike. Er gehört zu den in Oxyrhynchus entdeckten und nach dem Ort benannten Oxyrhynchus Papyri. Der Text ist auf Papyrus in Form einer Rolle geschrieben und datiert aus dem 3. Jahrhundert. Der Papyrus wurde 1897 in Oxyrhynchus von Bernard Pyne Grenfell und Arthur Surridge Hunt entdeckt und 1899 von diesen veröffentlicht. Er wird in der British Library (Department of Manuscripts, Papyrus 1185) in London aufbewahrt.

## Beschreibung
Das Dokument wurde von einem unbekannten Kopisten erstellt. Das Recto enthält eine Liste von Olympiasiegern aus den Jahren 480 v. Chr. bis 468 v. Chr. und 456 v. Chr. bis 448 v. Chr., das Verso eine Bilanz. Die Abmessungen betragen 180 mm × 95 mm.
Der Text ist in kleinen Großbuchstaben geschrieben.

## Bedeutung
Nach Grenfell und Hunt ist "die Zahl der interessanten Punkte, auf die der Papyrus ein neues Licht wirft, sehr beträchtlich."
Ein paar Beispiele für diese Punkte sind wie folgt:
1. Der Papyrus bestätigt definitiv den Beginn der Pythischen Spiele im Jahr 582 v. Chr. Darüber hinaus konnten die genauen Entstehungsdaten von drei von Pindars Siegesoden, die bis dahin umstritten waren, festgelegt werden. Der Papyrus datiert auch Pindars Erste Olympische Ode und die Fünfte Ode des Bakchylides auf 452 v. Chr.
2. Dieser Papyrus beweist, dass Bakchylides um/nach 452. v. Chr. gestorben ist, und nicht wie zuvor angenommen um 468 v. Chr.
3. Das Dokument bewies zudem, dass Polyklet und Pythagoras von Rhegion im fünften Jahrhundert v. Chr. ihre Schaffenszeit hatten.
4. Außerdem klärte die Schrift eine lange umstrittene Frage der Auslegung einer Passage der Nikomachischen Ethik (vii 4,2) des Aristoteles.
5. Der allgemeinere Wert dieses Papyrus und der anderen gefundenen Papyri liegt in deren Auswirkung auf die umfassendere Frage der Glaubwürdigkeit der frühen Scholiasten. Da es in einer weit entfernten und relativ unbedeutenden Stadt der hellenischen Welt (in Ägypten) gefunden wurde, zeigt, dass solche Informationen verbreitet und leicht zugänglich waren. Angesichts solcher Verbreitung wären Textverfälschungen von antiken Autoren leicht erkannt worden. Dies macht es sehr unwahrscheinlich, dass solche Autoren falsch abgeschrieben haben würden und mit ihren Texten traditionell textkritisch, also sehr genau, umgingen.